# Tasimia drepana
Tasimia drepana är en nattsländeart som beskrevs av Arturs Neboiss 1977. Tasimia drepana ingår i släktet Tasimia och familjen Tasimiidae. Inga underarter finns listade i Catalogue of Life.